# Michael Polish
Michael J. Polish (* 30. říjen 1970, El Centro, USA) je americký režisér, scenárista, producent a herec.

## Počátky
Narodil se ve El Centru v USA. Jeho otec pocházel z Montany a měl rakouské předky. Matka je Mexičanka. Jeho dvojče Mark se taktéž věnuje psaním scénářů i herectví a se svým bratrem často spolupracuje.

## Kariéra
Svůj první film režíroval v roce 1999, a to konkrétně snímek Twin Falls Idaho. S bratrem, který v tomto filmu hrál, pak spolupracoval i na dalších snímcích, které většinou sám režíroval. Patří k ním filmy jako Northfork, Astronaut nebo Tak se měj.

## Ocenění
Za svou kariéru byl nominován na 16 ocenění, z toho 8 nominací proměnil ve vítězství. Většinu nominací získal za svý režijní debut s filmem Twin Falls Idaho.

## Osobní život
Jeho dcera Jasper i neteř Logan jsou herečky. Michael je ženatý s herečkou Kate Bosworth.

## Režijní filmografie

### Filmy
- 1999 - Twin Falls Idaho
- 2001 - Jackpot
- 2003 - Northfork
- 2006 - Astronaut
- 2009 - The Smell of Success, Tak se měj
- 2011 - Jen pro zamilované
- 2013 - Big Sur

## Herecká filmografie

### Filmy
- 1996 - Hellraiser: Pekelný jezdec
- 1999 - Twin Falls Idaho
- 2002 - Hodný zloděj
- 2004 - Most osudu